# Botten Cabin
La Botten Cabin est une cabane américaine située dans le comté de Jefferson, dans l'État de Washington. Protégée au sein du parc national Olympique, elle est inscrite au Registre national des lieux historiques depuis le 13 juillet 2007.